# Hiranyagarbha
Hiranyagarbha (Sanskrit हिरण्यगर्भ, Hiraṇyagarbha goldenes Ei, goldener Schoß) ist in der Kosmogonie des Hinduismus eine Schöpfergottheit.
Im Rigveda wird Hiranyagarbha als ansonsten unbekannter Schöpfer des Himmels, der Erde und der Götter verehrt, in einer später angefügten Strophe wird er dann mit dem Schöpfergott Prajapati gleichgesetzt. Im Atharvaveda ist Hiranyagarbha ein Keim, der im Urozean entsteht und von einer goldenen Hülle umgeben ist.
In den verschiedenen Stufen und Ausprägungen des Hinduismus wurde eine Fülle von Konkretisierungen vorgenommen. In der vom Samkhya geprägten indischen Philosophie gilt das goldene Ei als Produkt des Zusammenwirkens vom geistigen Prinzip Purusha mit dem stofflichen Prinzip Prakriti. In den Upanishaden wird er als makrokosmische Entsprechung der menschlichen Seele zur Seele des Brahma, dem eigentlichen Erschaffer der Welt, umgedeutet. In den Puranas erscheint er als ein Name des Brahma, da dieser aus einem goldenen Ei entstand, beziehungsweise als das kosmische Ei, aus dessen Wasser sich der Urozean bildet. Im Shivaismus gilt Hiranyagarbha als ein Aspekt des Gottes Shiva, der durch das Quirlen des Milchozeans das Entstehen der Welt bewirkt.